# Quellengedächtnis
Als Quellengedächtnis (englisch source memory) bezeichnet man die Fähigkeit, sich neben dem Inhalt einer Information auch an die raum-zeitlichen Umstände zu erinnern, unter denen diese Information gelernt wurde. Das Quellengedächtnis umfasst demnach das Wissen, woher (aus welcher Quelle) eine erinnerte Information stammt. Die Fähigkeit wird dem episodischen Gedächtnis zugeordnet. Neben dem reinen Abruf von Erinnerungen umfasst der Prozess der Quellenerinnerung (engl. source monitoring) auch eine Vielzahl weiterer kognitiver Prozesse wie Raten und wissensgeleitete Rekonstruktionen.

## Bedeutung und Beispiel
Dem Quellengedächtnis kommen wichtige alltägliche Funktionen zu. So ist es beispielsweise eine bedeutende Grundlage zur Beurteilung der Glaubwürdigkeit von Informationen, welcher Quelle ich sie zuordne (z. B. eine vertrauenswürdige Zeitung oder ein Internetkommentar einer anonymen Person). Die Quellenerinnerung erweist sich als vielschichtiger Prozess, der auch auf Schlussfolgerungen beruht, mit der wahrscheinliche Quellen rekonstruiert werden, wenn sie nicht mehr erinnerbar sind (z. B.: „Diese Aussage würde mein Freund X niemals machen, aber sie passt zu Y“). Diese Rekonstruktionen beruhen sowohl auf allgemeinem Weltwissen (z. B.: „Eine Medikamentenempfehlung stammt eher von meinem Arzt als von meinem Frisör.“) als auch gelegentlich auf Stereotypen über bestimmte soziale Gruppen.